# Jesus Christ the Exorcist
Jesus Christ the Exocirst (Jesus Cristo o Exorcista; título completo: Jesus Christ the Exocirst: a progressive rock opera by Neal Morse (Jesus Cristo o Exorcista: uma ópera rock progressiva por Neal Morse)) é o décimo álbum de estúdio de rock progressivo do vocalista, tecladista e guitarrista estadunidense Neal Morse, lançado em 14 de junho de 2019.
É uma ópera rock baseada nos Evangelhos e inspirada em Jesus Cristo Superstar. Possui vários artistas convidados, incluindo Ted Leonard, Nick D'Virgilio e o filho de Neal, Wil.
O álbum foi lançado em uma versão de CD duplo, em triplo vinil e em plataformas de streaming. Em 10 de setembro de 2018, um vídeo promocional com trechos de áudio apresentando todos os vocalistas convidados foi lançado. Em 20 de março de 2019, foi lançado um vídeo da música "Get Behind Me Satan", com Ted nos vocais.
O musical foi estreado ao vivo em 2018.

## Contexto e produção
O primeiro rascunho do musical remonta a 2008, quando um amigo de Neal ligou para ele, disse que tinha assistido Jesus Christ Superstar e que alguém devia fazer uma nova ópera rock baseada na vida de Jesus. Neal passou os meses seguintes escrevendo uma primeira versão da ópera e até tentou apresentá-la na Broadway, sem sucesso.
Foi só em 2018 que Michael Caplan, amigo de Morse, o informou sobre o interesse do Frontiers Music slr no projeto. Ainda em 2018, enquanto se preparava para o MorseFest, Neal reescreveu a ópera  e a apresentou ao vivo durante o festival. QuandoNeal lançou seu álbum anterior com a The Neal Morse Band em janeiro de 2019 (The Great Adventure) ele já estava preparando a versão de estúdio deste lançamento.
O enredo do álbum se concentra em momentos importantes da vida de Jesus. Os principais eventos são seus exorcismos, o túmulo vazio e sua ressurreição, com as canções cobrindo também outros episódios como seu batismo, sua tentação, sua entrada em Jerusalém, a Última Ceia, seu julgamento e sua crucificação.
Em uma entrevista em abril de 2020, Neal expressou interesse em transformar o álbum em uma produção teatral para ser apresentado em grandes cidades como Nova York, Toronto, Chicago ou sua cidade natal Nashville.

## Faixas
| CD 1           |                                                        |         |  |
| N.º            | Título                                                 | Duração |  |
| 1.             | "Introduction" (Introdução)                            | 2:31    |  |
| 2.             | "Overture" (Abertura)                                  | 3:19    |  |
| 3.             | "Getaway" (Fuga)                                       | 2:41    |  |
| 4.             | "Gather the People" (Reúna as Pessoas)                 | 5:17    |  |
| 5.             | "Jesus' Baptism" (O Batismo de Jesus)                  | 3:09    |  |
| 6.             | "Jesus' Temptation" (A Tentação de Jesus)              | 10:18   |  |
| 7.             | "There's a Highway" (Há uma Via)                       | 4:06    |  |
| 8.             | "The Woman of Seven Devils" (A Mulher dos Sete Diabos) | 5:42    |  |
| 9.             | "Free at Last" (Enfim Livre)                           | 5:05    |  |
| 10.            | "The Madman of the Gadarenes" (O Louco dos Gadarenos)  | 7:07    |  |
| 11.            | "Love Has Called My Name" (O Amor Chamou Meu Nome)     | 4:15    |  |
| 12.            | "Better Weather" (Clima Melhor)                        | 1:42    |  |
| 13.            | "The Keys to the Kingdom" (As Chaves para o Reino)     | 4:48    |  |
| 14.            | "Get Behind Me Satan" (Sai de Diante de Mim, Satanás)  | 3:23    |  |
| Duração total: | Duração total:                                         | 63:23   |  |

| CD 2           |                                                                                               |         |  |
| N.º            | Título                                                                                        | Duração |  |
| 1.             | "He Must Go to the Cross" (Ele Deve Ir à Cruz)                                                | 3:10    |  |
| 2.             | "Jerusalem" (Jerusalém)                                                                       | 3:56    |  |
| 3.             | "Hearts Full of Holes" (Corações Cheios de buracos)                                           | 3:40    |  |
| 4.             | "The Last Supper" (A Última Ceia)                                                             | 3:51    |  |
| 5.             | "Gethsemane" (Getsêmani)                                                                      | 7:39    |  |
| 6.             | "Jesus Before the Council and Peter's Denial" (Jesus Perante o Conselho e a Negação de Pedro) | 3:13    |  |
| 7.             | "Judas' Death" (A Morte de Judas)                                                             | 3:35    |  |
| 8.             | "Jesus Before Pilate and the Crucifixion" (Jesus Perante Pilatos e a Crucificação)            | 8:17    |  |
| 9.             | "Mary at the Tomb" (Maria na Tumba)                                                           | 2:45    |  |
| 10.            | "The Greatest Love of All" (O Maior Amor de Todos)                                            | 5:00    |  |
| 11.            | "Love Has Called My Name (Reprise)" (O Amor Chamou Meu Nome (reprise))                        | 1:30    |  |
| Duração total: | Duração total:                                                                                | 46:36   |  |

## Recepção

### Recepção da crítica
| Críticas profissionais | Críticas profissionais |
| Avaliações da crítica  | Avaliações da crítica  |
| Fonte                  | Avaliação              |
| ---------------------- | ---------------------- |
| Metal Temple           | [ 10 ]                 |
| Dangerdog              | 5.0/5.0                |
| Sonic Perspectives     | 9.3/10                 |

Marcos Garcia do Metal Temple elogiou a variedade de sons do álbum e o chamou de "excelente álbum para os fãs de rock e metal progressivo, e para todos aqueles que têm um bom gosto musical".
Craig Hartranft do Dangerdog elogiou Neal por escrever um musical correto sobre Jesus, comparando-o favoravelmente a Jesus Cristo Superstar devido ao que ele percebeu como "falta de precisão bíblica e teológica" na ópera rock dos anos 1970. Em termos de música em si, ele disse que "você vai adorar tudo sobre este trabalho de dois CDs. As composições são expressivas e expansivas, movendo-se entre o rock melódico mais pesado e o rock sinfônico para terrenos maiores que instilam drama e transcendência" e recomendou o álbum para seguidores e não seguidores de Cristo.
Scott Medina, do Sonic Perspective, ressaltou a progressão blues de "The Woman of Seven Devils" e chamou o material do álbum de "consistentemente de primeira linha", enquanto apontava que "não só não há encheção de linguiça no curso das duas horas, pelo contrário há uma profusão de coisas boas com mais ideias musicais e execução habilidosa do que a maioria das bandas pode sonhar. "

### Recepção comercial

#### Paradas
| Parada (2019)                         | Maior colocação |
| ------------------------------------- | --------------- |
| Bélgica (Ultratop Valônia)            | 136             |
| Países Baixos (Dutch Charts)          | 100             |
| Alemanha (Offizielle Deutsche Charts) | 64              |
| Suíça (Schweizer Hitparade)           | 86              |
| Estados Unidos (Christian Albums)     | 39              |
| Estados Unidos (Top Rock Albums)      | 5               |
| 94                                    |                 |

## Créditos
Vocalistas
- Neal Morse como Pilatos, Demônio 1, Discípulo 1
- Ted Leonard como Jesus
- Talon David como Maria Madalena
- Nick D'Virgilio como Judas Iscariotes
- Rick Florian como o demônio
- Matt Smith como João Batista
- Jake Livgren como Pedro e Caifás
- Mark Pogue como Israelita 1, o Louco dos Gadarenos, Fariseu 2
- Wil Morse como Israelita 2, Demônio 3, Fariseu 1
- Gabe Klein como Demônio 2, Fariseu 4
- Gideon Klein como Demônio 4
- Julie Harrison como servente

Instrumentistas
- Neal Morse - teclados, guitarra
- Paul Bielatowicz - guitarra solo
- Bill Hubauer - teclados
- Randy George - baixo
- Eric Gillette - bateria, solo de guitarra em "Jesus Before Pilate and the Crucifixion"[1]

Pessoal técnico
- Neal Morse - produtor
- Rich Mouser - mixagem